# Tetsuo Nishimoto
Tetsuo Nishimoto (em japonês:  西本 哲雄; Hiroshima, 16 de dezembro de 1950) é um ex-jogador de voleibol do Japão que competiu nos Jogos Olímpicos de 1972 e 1976.
Em 1972, ele fez parte da equipe japonesa que conquistou a medalha de ouro no torneio olímpico, no qual jogou em quatro partidas. Quatro anos depois, ele participou de cinco jogos e o time japonês finalizou na quarta colocação na competição olímpica de 1976.